# Mörkfruktig xylographa
Mörkfruktig xylographa (Xylographa parallela) är en lavart som först beskrevs av Erik Acharius, och fick sitt nu gällande namn av Behlen & Desberger. Mörkfruktig xylographa ingår i släktet Xylographa och familjen Trapeliaceae.  Arten är reproducerande i Sverige. Inga underarter finns listade i Catalogue of Life.

## Källor

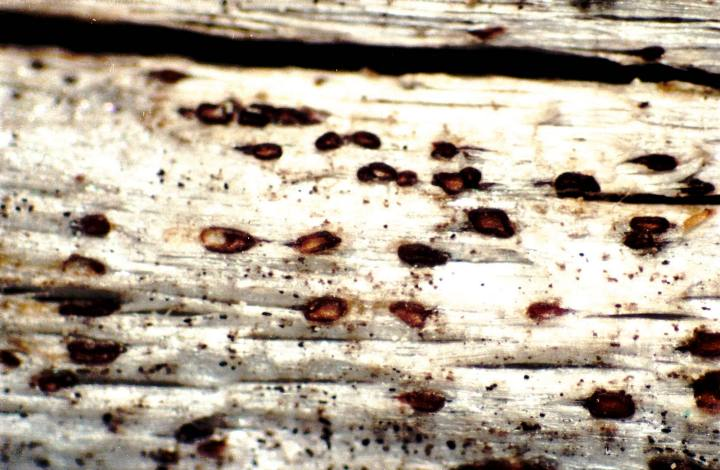
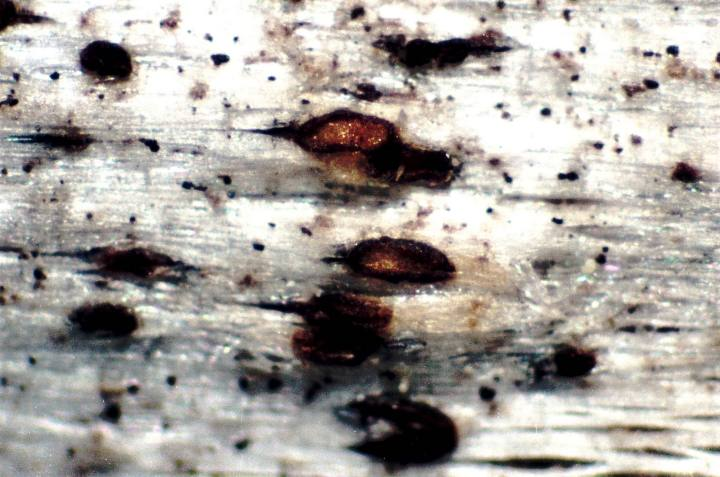
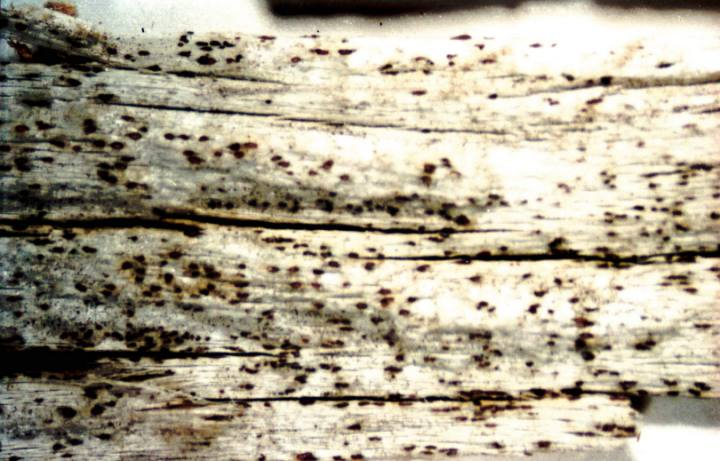